# Jeanne Friot
Jeanne Friot (* 1995 in Paris) ist eine französische Modedesignerin.

## Leben
Jeanne Friots Mutter ist künstlerische Leiterin für Musik, ihr Vater Maler und bildender Künstler.
Jeanne Friot machte ein Abitur in angewandter Kunst und besuchte im Anschluss die École Duperré in  Paris. Ihre Praktika absolvierte sie bei den Marken APC, Kitsuné und Wanda Nylon.
Sie absolvierte das Institut français de la mode, wo sie ihren Mentor, den Niederländer Josephus Thimister kennenlernte, der Mitte der 1990er Jahre künstlerischer Leiter von Balenciaga war. Sie sagt außerdem, dass sie von den Autorinnen Virginie Despentes, Maggie Nelson und Monique Wittig inspiriert wurde.
Jeanne Friot führte im Jahr 2020 ihre eigene Marke ein. Im Juni 2024 präsentierte sie auf dem Dach der Duperré-Schule ihre fünfte Kollektion, Winter 2025, für die sie sich von Debbie Harry, Grace Jones, Maggie Nelson und Françoise Sagan inspirieren ließ. Im Jahr 2024 entwarf sie die Kleidung der Jeanne d’Arc für die Eröffnungsfeier der Olympischen Sommerspiele 2024 in Paris. Sie wurde daraufhin als eine der Speerspitzen der französischen Mode gefeiert.